# Флаг муниципального округа Очаково-Матвеевское
Флаг внутригородского муниципального образования муниципальный округ Оча́ково-Матве́евское в Западном административном округе города Москвы Российской Федерации — опознавательно-правовой знак, служащий официальным символом муниципального образования.
Флаг первоначально был утверждён решением от 17 февраля 2004 года как флаг муниципального образования Очаково-Матвеевское и решением от 20 июня 2018 года переутверждён флагом муниципального округа Очаково-Матвеевское.

## Описание
«Флаг муниципального округа Очаково-Матвеевское представляет собой двустороннее, прямоугольное полотнище с соотношением сторон 2:3.
Полотнище флага состоит из нижней зелёной полосы, ширина которой составляет 7/16 ширины полотнища, средней составной полосы, состоящей из трёх белых и двух чёрных полос, ширина каждой из которых составляет 1/40 — ширины полотнища, и верхней части, состоящей из двух равновеликих частей: прилегающей к древку голубой и красной.
В центре зелёной полосы помещено изображение жёлтого рога изобилия, обращённого к древку. Габаритные размеры изображения составляют 11/24 длины и 5/16 ширины полотнища.
В центре голубой части помещено изображение жёлтого солнца. Габаритные размеры изображения составляют 4/15 длины и 2/5 ширины полотнища.
В центре красной части помещено изображение белого Волынского креста. Габаритные размеры изображения составляют 7/30 длины и 7/20 ширины полотнища».

## Обоснование символики

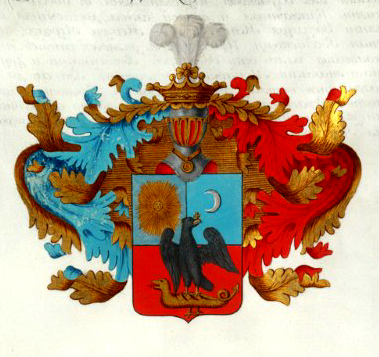
Герб рода Херасковых.

Герб рода Волынских.

Две равновеликие части полотнища (голубого и красного цветов) символизирует единство двух бывших районов Москвы: Очаково и Матвеевское.
Белые и чёрные полосы символизируют железную дорогу со станцией Очаково, делящую территорию муниципального образования на две части.
Золотое солнце в голубом поле напоминает о находящейся на территории муниципального образования электростанции, а также является составной частью герба дворян Херасковых, владевших селом Очаково в XVIII веке.
Серебряный крест в красной части полотнища фигура из герба рода Волынских, владевших селом Волынское, расположенным на территории современного Матвеевского.
Золотой рог изобилия символизирует многочисленные предприятия пищевой промышленности, расположенные на территории муниципального образования.
Зелёная полоса символизирует зелёную часть муниципального образования.